# Менкара
Менкара — фараон Древнего Египта из VIII династии, правивший в XXII веке до н. э..
Фараон известен только из Абидосского списка. Ни его гробница, ни сохранившиеся от его правления памятники не известны. Вряд ли его правление превышало несколько лет. Так же есть мнение египтолога П. Ньюберри, что это имя преномен царицы Нейт супруги Пиопи II.